# Мужская сборная Зимбабве по софтболу
Мужская национальная сборная Зимбабве по софтболу — представляет Зимбабве на международных софтбольных соревнованиях. Управляющей организацией является Ассоциация софтбола Зимбабве (англ. Zimbabwe Softball Association).

## Результаты выступлений

### Чемпионаты мира
| Год        | Победы         | Поражения      | Место          |
| ---------- | -------------- | -------------- | -------------- |
| 1966—1980  | не участвовали | не участвовали | не участвовали |
| 1984       | 1              | 6              | 13             |
| 1988       | 5              | 8              | 10             |
| 1992—н. в. | не участвовали | не участвовали | не участвовали |